# Macon (Karolina Północna)
Macon – miasto w Stanach Zjednoczonych, w stanie Karolina Północna, w hrabstwie Warren.